# Holland futsalválogatott
A holland futsal-válogatott Hollandia nemzeti csapata, amelyet a Holland Királyi labdarúgó-szövetség, (hollandul: Koninklijke Nederlandse Voetbalbond) irányít.

## Eredmények

### Világbajnokság
| Év       | Eredmény      | M  | Gy | D | V | Rg | Kg | Gk |
| -------- | ------------- | -- | -- | - | - | -- | -- | -- |
| 1989     | 2. hely       | 8  | 4  | 2 | 2 | 21 | 21 | 0  |
| 1992     | Második kör   | 6  | 3  | 1 | 2 | 15 | 15 | 0  |
| 1996     | Második kör   | 6  | 2  | 2 | 2 | 23 | 20 | +3 |
| 2000     | Második kör   | 6  | 3  | 0 | 3 | 17 | 20 | -3 |
| 2004     | Nem jutott be | –  | –  | – | – | –  | –  | –  |
| 2008     | Nem jutott be | –  | –  | – | – | –  | –  | –  |
| 2012     | Nem jutott be | –  | –  | – | – | –  | –  | –  |
| 2016     | Folyamatban   | –  | –  | – | – | –  | –  | –  |
| Összesen | 4/7           | 26 | 12 | 5 | 9 | 76 | 76 | 0  |

### Európa-bajnokság
| Év       | Eredmény      | M  | Gy | D | V  | Rg | Kg | Gk  |
| -------- | ------------- | -- | -- | - | -- | -- | -- | --- |
| 1996     | 6. hely       | 3  | 0  | 1 | 2  | 5  | 8  | -3  |
| 1999     | 4. hely       | 5  | 1  | 1 | 3  | 16 | 19 | -3  |
| 2001     | Csoportkör    | 3  | 0  | 1 | 2  | 3  | 11 | -8  |
| 2003     | Nem jutott be | –  | –  | – | –  | –  | –  | –   |
| 2005     | Csoportkör    | 3  | 1  | 0 | 2  | 8  | 12 | -4  |
| 2007     | Nem jutott be | –  | –  | – | –  | –  | –  | –   |
| 2010     | Nem jutott be | –  | –  | – | –  | –  | –  | –   |
| 2012     | Nem jutott be | –  | –  | – | –  | –  | –  | –   |
| 2014     | Csoportkör    | 2  | 0  | 0 | 2  | 1  | 12 | -11 |
| 2016     | Nem jutott be | –  | –  | – | –  | –  | –  | –   |
| Összesen | 5/10          | 16 | 2  | 3 | 11 | 33 | 62 | -29 |